# Julian Wright
Pour les articles homonymes, voir Wright.
Julian Emil-Jamaal Wright (né le 20 mai 1987, à Chicago Heights, Illinois) est un joueur américain de basket-ball. Il a joué au niveau universitaire pour les Jayhawks du Kansas pendant les saisons 2005-2006 et 2006-2007 avant d'être sélectionné en treizième position lors de la draft 2007 de la NBA par le club des Hornets de La Nouvelle-Orléans.

## Biographie
Le 11 août 2010, il part aux Raptors de Toronto en échange de Marco Belinelli.
Wright rejoint les Levallois Metropolitans à l'intersaison 2018. Il réalise un très bon début de saison : meilleur marqueur, rebondeur et intercepteur de l'équipe, il est sélectionné dans le cinq majeur du All-Star Game LNB 2018. Néanmoins en février 2019, Wright annonce qu'il ne rejouera plus pour Levallois et le club commence une procédure de licenciement à son encontre. Wright accuse le club de ne pas avoir honoré sa promesse de payer les frais de scolarité de sa fille dans une école internationale à Paris alors que le club considère qu'il ne devait verser qu'une partie de ces frais,.